# Pierre Gonon
Pour les articles homonymes, voir Gonon.
Pierre Gonon (né le 4 février 1924 et mort le 18 février 2007 à Bordeaux) est un athlète français spécialiste du sprint.
Il remporte la médaille d'argent du relais 4 × 100 mètres lors des Championnats d'Europe 1946 d'Oslo aux côtés de Julien Le Bas, 
Agathon Lepève et René Valmy. L'équipe de France, qui établit le temps de 42 s 0, s'incline face à la Suède.
Ses records personnels sont de 10 s 7 sur 100 m (1948) et 21 s 9 sur 200 m (1946). Il compte 6 sélections en équipe de France.

## Palmarès
| Date | Compétition           | Lieu | Place | Épreuve   |
| ---- | --------------------- | ---- | ----- | --------- |
| 1946 | Championnats d'Europe | Oslo | 2e    | 4 × 100 m |